# Danh sách giải thưởng và đề cử của NCT
Dưới đây là danh sách giải thưởng và đề cử của nhóm nhạc nam Hàn Quốc NCT do SM Entertainment thành lập và quản lý.

## Hàn Quốc

### Asia Artist Awards
| Năm  | Được đề cử | Đề cử cho | Hạng mục                  | Kết quả   | Chú thích |
| ---- | ---------- | --------- | ------------------------- | --------- | --------- |
| 2016 | NCT        | NCT       | Popularity Award (Singer) | Đề cử     |           |
| 2016 | NCT 127    | NCT 127   | Best Rookie Award         | Đoạt giải | [ 1 ]     |
| 2018 | NCT        | NCT       | Popularity Award (Singer) | Đề cử     |           |

### Gaon Chart Music Awards
| Năm  | Được đề cử | Đề cử cho         | Hạng mục                        | Kết quả   | Chú thích |
| ---- | ---------- | ----------------- | ------------------------------- | --------- | --------- |
| 2017 | NCT 127    | NCT 127           | New Artist of the Year          | Đoạt giải | [ 2 ]     |
| 2018 | NCT 127    | Cherry Bomb       | Album of the Year – 2nd Quarter | Đề cử     |           |
| 2019 | NCT        | NCT 2018 Empathy  | Album of the Year – 1st Quarter | Đề cử     |           |
| 2019 | NCT Dream  | We Go Up          | Album of the Year – 3rd Quarter | Đề cử     |           |
| 2019 | NCT 127    | Regular-Irregular | Album of the Year – 4th Quarter | Đề cử     |           |
| 2020 | NCT 127    | We Are Superhuman | Album of the Year – 2nd Quarter | Đề cử     |           |
| 2020 | NCT Dream  | NCT Dream         | Hot Performance of the Year     | Đoạt giải | [ 3 ]     |

### Golden Disc Awards
| Năm  | Được đề cử | Đề cử cho         | Hạng mục                        | Kết quả   | Chú thích |
| ---- | ---------- | ----------------- | ------------------------------- | --------- | --------- |
| 2017 | NCT 127    | NCT 127           | New Artist of the Year          | Đoạt giải | [ 4 ]     |
| 2017 | NCT 127    | NCT #127          | Disk Bonsang                    | Đề cử     |           |
| 2018 | NCT 127    | Cherry Bomb       | Disk Bonsang                    | Đề cử     | [ 5 ]     |
| 2018 | NCT 127    | NCT 127           | Global Popularity Award         | Đề cử     | [ 6 ]     |
| 2019 | NCT 127    | NCT 127           | NetEase Most Popular K-pop Star | Đề cử     |           |
| 2019 | NCT 127    | NCT 127           | Popularity Award                | Đề cử     |           |
| 2019 | NCT 127    | Regular-Irregular | Disk Daesang                    | Đề cử     |           |
| 2019 | NCT 127    | Regular-Irregular | Disk Bonsang                    | Đoạt giải |           |
| 2019 | NCT        | NCT 2018 Empathy  | Disk Bonsang                    | Đề cử     |           |
| 2019 | NCT        | NCT               | Popularity Award                | Đề cử     |           |
| 2019 | NCT        | NCT               | NetEase Most Popular K-pop Star | Đề cử     |           |
| 2020 | NCT Dream  | We Boom           | Disk Daesang                    | Đề cử     | [ 7 ]     |
| 2020 | NCT Dream  | We Boom           | Disk Bonsang                    | Đoạt giải | [ 7 ]     |
| 2020 | NCT Dream  | NCT Dream         | Popularity Award                | Đề cử     |           |

### Korea Popular Music Awards
| Năm  | Được đề cử | Đề cử cho | Hạng mục      | Kết quả   | Chú thích |
| ---- | ---------- | --------- | ------------- | --------- | --------- |
| 2018 | NCT 127    | NCT 127   | Bonsang Award | Đoạt giải |           |

### Korean Music Awards
| Năm  | Được đề cử | Đề cử cho     | Hạng mục      | Kết quả | Chú thích |
| ---- | ---------- | ------------- | ------------- | ------- | --------- |
| 2018 | NCT 127    | "Cherry Bomb" | Best Pop Song | Đề cử   | [ 8 ]     |

### Melon Music Awards
| Năm  | Được đề cử | Đề cử cho | Hạng mục        | Kết quả | Chú thích |
| ---- | ---------- | --------- | --------------- | ------- | --------- |
| 2016 | NCT 127    | NCT 127   | Best New Artist | Đề cử   |           |

### Mnet Asian Music Awards
| Năm  | Được đề cử | Đề cử cho     | Hạng mục                            | Kết quả   | Chú thích |
| ---- | ---------- | ------------- | ----------------------------------- | --------- | --------- |
| 2016 | NCT 127    | NCT 127       | Best New Artist (Male Group)        | Đoạt giải | [ 9 ]     |
| 2017 | NCT 127    | "Cherry Bomb" | Best Dance Performance – Male Group | Đề cử     | [ 10 ]    |
| 2017 | NCT 127    | NCT 127       | New Asian Artist                    | Đoạt giải | [ 11 ]    |
| 2018 | NCT 127    | NCT 127       | Best Male Group                     | Đề cử     |           |
| 2018 | NCT 127    | NCT 127       | Worldwide Fans' Choice Top 10       | Đoạt giải |           |
| 2018 | NCT 127    | NCT 127       | Worldwide Icon of the Year          | Đề cử     |           |
| 2018 | NCT 127    | NCT 127       | Artist of the Year                  | Đề cử     |           |
| 2019 | NCT 127    | NCT 127       | Best Male Group                     | Đề cử     | [ 12 ]    |
| 2019 | NCT 127    | NCT 127       | Artist of the Year                  | Đề cử     | [ 12 ]    |
| 2019 | NCT 127    | NCT 127       | Worldwide Fans' Choice Top 10       | Đề cử     | [ 12 ]    |
| 2020 | NCT        | NCT           | Worldwide Fans' Choice Top 10       | Đoạt giải |           |
| 2020 | NCT        | NCT           | Best Male Group                     | Đề cử     |           |
| 2020 | NCT        | NCT           | Worldwide Icon of the Year          | Đề cử     |           |
| 2020 | NCT        | NCT           | Favourite Male Group                | Đoạt giải |           |
| 2020 | NCT127     | "Kick It"     | Best Dance Performance – Male Group | Đề cử     |           |
| 2020 | WayV       | WayV          | Favourite Asian Artist              | Đoạt giải |           |

### Seoul Music Awards
| Năm  | Được đề cử | Đề cử cho | Hạng mục                                 | Kết quả   | Chú thích            |
| ---- | ---------- | --------- | ---------------------------------------- | --------- | -------------------- |
| 2017 | NCT 127    | NCT 127   | New Artist of the Year                   | Đoạt giải | [ 13 ]               |
| 2018 | NCT 127    | NCT 127   | Bonsang Award                            | Đề cử     | [ 14 ]               |
| 2018 | NCT 127    | NCT 127   | Popularity Award                         | Đề cử     | [ 14 ]               |
| 2018 | NCT 127    | NCT 127   | Hallyu Special Award                     | Đề cử     | [ 14 ]               |
| 2018 | NCT 127    | NCT 127   | TikTok Dance Performance Award           | Đoạt giải | [ 15 ]               |
| 2019 | NCT 127    | NCT 127   | Daesang Award                            | Đề cử     |                      |
| 2019 | NCT 127    | NCT 127   | Bonsang Award                            | Đoạt giải |                      |
| 2019 | NCT 127    | NCT 127   | Popularity Award                         | Đề cử     |                      |
| 2019 | NCT 127    | NCT 127   | Hallyu Special Award                     | Đề cử     |                      |
| 2020 | NCT 127    | NCT 127   | Bonsang Award                            | Đề cử     | [ 16 ] [ 17 ] [ 18 ] |
| 2020 | NCT 127    | NCT 127   | Hallyu Special Award                     | Đề cử     | [ 16 ] [ 17 ] [ 18 ] |
| 2020 | NCT 127    | NCT 127   | Popularity Award                         | Đề cử     | [ 16 ] [ 17 ] [ 18 ] |
| 2020 | NCT 127    | NCT 127   | QQ Music Most Popular K-Pop Artist Award | Đề cử     | [ 16 ] [ 17 ] [ 18 ] |
| 2020 | NCT Dream  | NCT Dream | Daesang Award                            | Đề cử     | [ 16 ] [ 17 ] [ 18 ] |
| 2020 | NCT Dream  | NCT Dream | Bonsang Award                            | Đoạt giải | [ 16 ] [ 17 ] [ 18 ] |
| 2020 | NCT Dream  | NCT Dream | Hallyu Special Award                     | Đề cử     | [ 16 ] [ 17 ] [ 18 ] |
| 2020 | NCT Dream  | NCT Dream | Popularity Award                         | Đề cử     | [ 16 ] [ 17 ] [ 18 ] |
| 2020 | NCT Dream  | NCT Dream | QQ Music Most Popular K-Pop Artist Award | Đề cử     | [ 16 ] [ 17 ] [ 18 ] |

### Soribada Best K-Music Awards
| Năm  | Được đề cử | Đề cử cho | Hạng mục                                | Kết quả   | Chú thích |
| ---- | ---------- | --------- | --------------------------------------- | --------- | --------- |
| 2017 | NCT 127    | NCT 127   | New Hallyu Best Performance (Boy Group) | Đoạt giải | [ 19 ]    |
| 2018 | NCT 127    | NCT 127   | Bonsang Award                           | Đoạt giải | [ 20 ]    |
| 2018 | NCT 127    | NCT 127   | Popularity Award (Male)                 | Đề cử     |           |
| 2018 | NCT 127    | NCT 127   | Global Fandom Award                     | Đề cử     |           |
| 2019 | NCT 127    | NCT 127   | Bonsang Award                           | Đoạt giải | [ 21 ]    |
| 2019 | NCT 127    | NCT 127   | Social Artist Award                     | Đoạt giải | [ 21 ]    |
| 2020 | NCT 127    | NCT 127   | Bonsang Award                           | Đề cử     | [ 22 ]    |
| 2020 | NCT Dream  | NCT Dream | Bonsang Award                           | Đoạt giải | [ 23 ]    |

## Quốc tế

### BreakTudo Awards
| Năm  | Được đề cử | Đề cử cho | Hạng mục             | Kết quả | Chú thích |
| ---- | ---------- | --------- | -------------------- | ------- | --------- |
| 2018 | NCT        | NCT       | Favorite K-pop Group | Đề cử   | [ 24 ]    |
| 2019 | NCT 127    | NCT 127   | K-pop Male Group     | Đề cử   | [ 25 ]    |

### MTV Video Music Award
| Năm  | Được đề cử | Đề cử cho | Hạng mục   | Kết quả | Chú thích |
| ---- | ---------- | --------- | ---------- | ------- | --------- |
| 2019 | NCT 127    | "Regular" | Best K-pop | Đề cử   | [ 26 ]    |

### Teen Choice Awards
| Năm  | Được đề cử | Đề cử cho | Hạng mục                    | Kết quả | Chú thích |
| ---- | ---------- | --------- | --------------------------- | ------- | --------- |
| 2018 | NCT        | NCT       | Choice Next Big Thing       | Đề cử   | [ 27 ]    |
| 2019 | NCT 127    | NCT 127   | Choice International Artist | Đề cử   | [ 28 ]    |

### V Chart Awards
| Năm  | Được đề cử | Đề cử cho | Hạng mục                | Kết quả   | Chú thích |
| ---- | ---------- | --------- | ----------------------- | --------- | --------- |
| 2017 | NCT 127    | NCT 127   | Best Rookie Of The Year | Đoạt giải | [ 29 ]    |
| 2017 | NCT 127    | NCT 127   | Hallyu Rookie Award     | Đoạt giải | [ 29 ]    |
| 2017 | NCT Dream  | NCT Dream | Top Promising Group     | Đoạt giải | [ 29 ]    |

## Giải thưởng khác
| Năm  | Giải thưởng                              | Hạng mục                                                                | Được đề cử | Kết quả   | Chú thích     |
| ---- | ---------------------------------------- | ----------------------------------------------------------------------- | ---------- | --------- | ------------- |
| 2016 | Simply K-Pop Awards                      | Best Rising Star (Boy Group)                                            | NCT U      | Đoạt giải | [ 30 ]        |
| 2016 | Asia Model Awards                        | New Star Award                                                          | NCT U      | Đoạt giải | [ 31 ]        |
| 2017 | First Brand Awards                       | Chinese Special Prize                                                   | NCT Dream  | Đoạt giải | [ 32 ]        |
| 2017 | V Live Awards                            | Global Rookie Top 5                                                     | NCT 127    | Đoạt giải | [ 33 ]        |
| 2017 | 23rd Korean Entertainment Arts Awards    | Newcomer Award                                                          | NCT 127    | Đoạt giải | [ 34 ]        |
| 2017 | 10th Anniversary KMF 2017                | Best Rookie Award                                                       | NCT        | Đoạt giải | [ 35 ]        |
| 2017 | 25th Korean Culture Entertainment Awards | K-POP Artist Award                                                      | NCT 127    | Đoạt giải | [ 36 ]        |
| 2018 | 2017 Fandom School Awards                | Best Male Group                                                         | NCT 127    | Đoạt giải | [ 37 ]        |
| 2018 | 24th Korean Entertainment Arts Awards    | Group Singer Award (Male)                                               | NCT 127    | Đoạt giải |               |
| 2018 | 2018 Korea China Management Awards       | Asia Rising Star Award                                                  | NCT 127    | Đoạt giải | [ 38 ]        |
| 2019 | V Live Awards                            | Top 10 Artist                                                           | NCT        | Đề cử     | [ 39 ]        |
| 2019 | V Live Awards                            | Best Channel – 1 million followers                                      | NCT        | Đề cử     | [ 40 ]        |
| 2019 | V Live Awards                            | Global Artist Top 12                                                    | NCT        | Đoạt giải | [ 41 ]        |
| 2019 | 25th Korean Entertainment Arts Awards    | Group Daesang (Grand Prize) - Boy Group                                 | NCT Dream  | Đoạt giải |               |
| 2019 | 14th Annual Soompi Awards                | Breakout Artist                                                         | NCT        | Đoạt giải | [ 42 ] [ 43 ] |
| 2019 | 14th Annual Soompi Awards                | Twitter Rising Fandom                                                   | NCT        | Đoạt giải | [ 42 ] [ 43 ] |
| 2019 | 4th Indonesian Television Awards         | Special Award – Person of the Year                                      | NCT 127    | Đoạt giải | [ 44 ]        |
| 2020 | 2020 Newsis K-EXPO Camp in Concert       | National Assembly Culture, Sports, and Tourism Committee Chairman Award | NCT 127    | Đoạt giải | [ 45 ]        |
| 2020 | 4th Ten Asia Global Top Ten Awards       | Best Global Artist in the First Half of 2020                            | NCT 127    | Đoạt giải | [ 46 ]        |